# زاميا ثلاثية التسنن
زاميا ثلاثية التسنن (الاسم العلمي: Zamia tridentata) هو نوع من النباتات يتبع جنس الزاميا من الفصيلة الزامية.